# یوکو کاساهارا
یوکو کاساهارا (انگلیسی: Yōko Kasahara؛ زادهٔ ۱ ژانویهٔ ۱۹۳۹) بازیکن والیبال اهل ژاپن است.